# Zadonskij rajon
Lo Zadonskij rajon (in russo Задонский район?) è un rajon dell'Oblast' di Lipeck, nella Russia europea; il capoluogo è Zadonsk. Istituito il 30 luglio 1928, ricopre una superficie di 1.503 chilometri quadrati.